# Làser d'estat sòlid bombat
Un làser d'estat sòlid bombat (DPSSL) és un làser d'estat sòlid fabricat mitjançant el bombament d'un mitjà de guany sòlid, per exemple, un robí o un cristall YAG dopat amb neodimi, amb un díode làser.
Els DPSSL tenen avantatges en compacitat i eficiència respecte a altres tipus, i els DPSSL d'alta potència han substituït els làsers iònics i els làsers bombats amb llanterna en moltes aplicacions científiques i ara apareixen habitualment en punteres làser de color verd i altres.

## Acoblament
La longitud d'ona dels díodes làser s'ajusta per mitjà de la temperatura per produir un compromís òptim entre el coeficient d'absorció del cristall i l'eficiència energètica (la menor energia possible de fotons de la bomba). Com que l'energia residual està limitada per la lent tèrmica, això significa densitats de potència més altes en comparació amb les làmpades de descàrrega d'alta intensitat .
Els làsers d'alta potència fan servir un sol cristall, però molts díodes làser estan disposats en tires (múltiples díodes un al costat de l'altre en un substrat) o en piles (piles de substrats). Aquesta quadrícula de díodes es pot visualitzar al cristall mitjançant una lent. S'obté una brillantor més elevada (que condueix a un perfil de feix millor i una vida més llarga dels díodes) eliminant òpticament les zones fosques entre els díodes, que són necessàries per refredar i subministrar el corrent. Això es fa en dos passos:
1. L '"eix ràpid" es col·lima amb una reixa alineada de micro-lents cilíndriques.
2. Els feixos parcialment col·limats permeten llavors obtenir imatges a mida reduïda a la plataforma. El cristall es pot bombar longitudinalment des de les dues cares finals o transversalment des de tres o més costats.

Els feixos de diversos díodes també es poden combinar acoblant cada díode a una fibra òptica, que es col·loca precisament sobre el díode (però darrere de la micro-lent). A l'altre extrem del feix de fibres, les fibres es fonen juntes per formar un perfil rodó uniforme i sense espais. Això també permet l'ús d'una font d'alimentació remota.

### Algunes xifres
Els díodes làser d'alta potència es fabriquen com barres amb múltiples díodes làser de tira única un al costat de l'altre.
Cada díode de tira individual sol tenir un volum actiu de:
| 1 µm      | 2 mm        | 100 µm   |
| Alçada    | Profunditat | Amplada  |
| Eix ràpid | Eix òptic   | Eix lent |

i en funció de la tècnica de refredament de tota la barra (100 a 200) µm de distància al següent díode làser.
La cara final del díode al llarg de l'eix ràpid es pot representar a la tira d'1 µm d'alçada. Però la cara final al llarg de l'eix lent es pot imaginar en una àrea inferior a 100 µm. Això es deu a la petita divergència (d'aquí el nom: 'eix lent') que ve donada per la proporció de profunditat a amplada. Utilitzant els números anteriors es podria imaginar l'eix ràpid sobre un 5 Taca d'ample de µm.
Així, per obtenir un feix que sigui igual de divergent en ambdós eixos, les cares finals d'una barra composta per 5 díodes làser es poden imaginar mitjançant 4 lents cilíndriques (acilíndriques) sobre un pla d'imatge amb 5 taules cadascuna amb una mida de 5 mm x 1 mm Aquesta mida gran és necessària per a feixos de baixa divergència. La baixa divergència permet l'òptica paraxial, que és més barata, i que s'utilitza per generar no només un punt, sinó una cintura de feix llarg dins del cristall làser (longitud = 50 mm), que s'ha de bombar a través de les seves cares finals.
També en el cas paraxial és molt més fàcil utilitzar miralls d'or o coure o prismes de vidre per apilar les taques l'una sobre l'altra i obtenir un 5 x 5 perfil de biga de mm. Un segon parell de lents (esfèriques) representen aquest perfil de feix quadrat dins del cristall làser.
En conclusió, un volum de 0,001 El volum actiu de mm³ al díode làser pot saturar 1250 mm³ en un cristall Nd: YVO 4.

## Processos DPSSL comuns

Els ions de neodimi en diversos tipus de cristalls iònics, i també en ulleres, actuen com un mitjà de guany làser, que emet normalment 1.064 nm de llum d'una transició atòmica determinada a l'ió de neodimi, després de ser "bombats" a l'excitació d'una font externa. També és possible seleccionar una llum de transició de 946 nm

El DPSSL més utilitzat és el 532 punter làser verd de longitud d'ona nm. Un potent 808 (> 200 mW) El díode làser GaAlAs d'infrarojos de longitud d'ona bomba un granat d'alumini amb itrius dopat amb neodimi (Nd: YAG) o un cristall ortovanadat d'itri dopat amb neodimi (Nd: YVO ₄) que produeix 1064 llum de longitud d'ona nm procedent de la transició espectral principal de l'ió neodimi. Aquesta llum es duplica en freqüència mitjançant un procés òptic no lineal en un cristall KTP, produint 532 llum nm. Els DPSSL verds solen ser al voltant del 20% d'eficiència, tot i que alguns làsers poden arribar fins al 35% d'eficiència. En altres paraules, s'espera que un DPSSL verd que utilitzi un díode de bomba de 2,5 W produeixi uns 500-900 mW de 532 llum nm.
En condicions òptimes, Nd: YVO ₄ té una eficiència de conversió del 60%, mentre que KTP té una eficiència de conversió del 80%. En altres paraules, un DPSSL verd teòricament pot tenir una eficiència global del 48%.
En l'àmbit de les potències de sortida molt elevades, el cristall KTP es torna susceptible a danys òptics. Per tant, els DPSSL d'alta potència solen tenir un diàmetre de feix més gran, ja que el làser de 1064 nm s'expandeix abans d'arribar al cristall KTP, reduint la irradiació de la llum infraroja. Per mantenir un diàmetre de feix inferior, s'utilitza un cristall amb un llindar de dany més alt, com ara LBO.
Els DPSSL blaus utilitzen un procés gairebé idèntic, excepte el 808 La llum nm s'està convertint per un cristall Nd: YAG a 946 llum nm (seleccionant aquesta línia espectral no principal de neodimi en els mateixos cristalls dopats amb Nd), que es duplica en freqüència fins a 473 nm per un cristall de borat de bari beta (BBO) o triborat de liti (LBO). A causa del guany més baix per als materials, els làsers blaus són relativament febles i només són al voltant d'un 3-5% d'eficiència. A finals de la dècada de 2000, es va descobrir que els cristalls de triborat de bismut (BiBO) eren més eficients que els BBO i els LBO i no tenen l'inconvenient de ser higroscòpics, que degrada el cristall si està exposat a la humitat.
Els DPSSL grocs fan servir un procés encara més complicat: un 808 El díode de bomba nm s'utilitza per generar 1.064 nm i 1.342 llum nm, que es sumen en paral·lel per convertir-se en 593,5 nm. A causa de la seva complexitat, la majoria de DPSSL de color groc només són al voltant de l'1% d'eficiència i solen ser més cars per unitat de potència.
Un altre mètode és generar 1.064 i 1.319 llum nm, que es sumen a 589 nm. Aquest procés és més eficient, amb aproximadament el 3% de la potència del díode de la bomba convertida en llum groga.

## Comparació amb làsers de díodes
Els làsers DPSSL i els díodes són dos dels tipus més habituals de làser d'estat sòlid. No obstant això, tots dos tipus tenen els seus avantatges i desavantatges.
Els DPSSL solen tenir una qualitat de feix superior i poden assolir potències molt elevades mantenint una qualitat de feix relativament bona. Com que el cristall bombat pel díode actua com el seu propi làser, la qualitat del feix de sortida és independent de la del feix d'entrada. En comparació, els làsers de díode només poden arribar a uns quants centenars de miliwatts tret que funcionin en mode transversal múltiple. Aquests làsers multimode tenen un diàmetre de feix més gran i una major divergència, cosa que sovint els fa menys desitjables. De fet, el funcionament monomode és essencial en algunes aplicacions, com ara les unitats òptiques.
D'altra banda, els làsers de díode són més econòmics i més eficients energèticament. Com que els cristalls DPSSL no són 100% eficients, es perd una mica de potència quan es converteix la freqüència. Els DPSSL també són més sensibles a la temperatura i només poden funcionar de manera òptima en un interval reduït. En cas contrari, el làser patiria problemes d'estabilitat, com ara saltar entre modes i grans fluctuacions en la potència de sortida. Els DPSSL també requereixen una construcció més complexa.
Els làsers de díode també es poden modular amb precisió amb una freqüència superior als DPSSL.
Els làsers d'estat sòlid dopats amb neodimi continuen sent la font d'elecció làser per a aplicacions industrials. El bombament directe del nivell de làser Nd superior a 885 nm (en lloc de la banda ampla més tradicional de 808 nm) ofereix el potencial d'un rendiment millorat mitjançant una reducció del defecte quàntic de lasing, millorant així l'eficiència del sistema, reduint els requisits de refrigeració i permetent una major escalada de potència TEM00. A causa de la característica d'absorció de 885 nm estret a Nd: YAG, alguns sistemes poden beneficiar-se de l'ús de fonts de bomba de díode bloquejat en longitud d'ona, que serveixen per reduir i estabilitzar l'espectre d'emissió de la bomba per mantenir-lo estretament alineat amb aquesta característica d'absorció. Fins ara, els esquemes de bloqueig làser de díodes d'alta potència, com ara les reixes Bragg de retroalimentació distribuïda internes i les òptiques hologràfiques de reixes hologràfiques de volum alineats externament, VHG, no s'han implementat àmpliament a causa de l'increment del cost i de la penalització de rendiment suposada de la tecnologia. No obstant això, els avenços recents en la fabricació de fonts de bomba de díode estabilitzat que utilitzen el bloqueig de longitud d'ona externa ofereixen ara propietats espectrals millorades amb poc o cap impacte en la potència i l'eficiència. Els avantatges d'aquest enfocament inclouen millores en l'eficiència del làser, l'amplada de línia espectral i l'eficiència del bombament.

## Tipus de làser
- Díode làser
- Làser d'estat sòlid
- Làser ultra-intens
- Làser d'electrons lliures
- Làser de cristall líquid
- Làser d'excímer
- Làser de diòxid de carboni
- Làser de robí
- Làser de nitrogen
- Làser blau